# 東京都立多摩工科高等学校
東京都立多摩工科高等学校（とうきょうとりつ たまこうかこうとうがっこう、英: Tokyo Metropolitan Tama Technical High School）、旧校名:東京都立多摩工業高等学校（とうきょうとりつ たまこうぎょうこうとうがっこう）は、東京都福生市熊川に所在する都立工科高等学校。

## 設置学科
- 全日制課程
  - 機械科
  - 電気科
  - 環境化学科
  - デュアルシステム科

## 沿革
<主な出典：>
- 1961年3月31日 - 校地設定。
- 1962年
  - 5月24日 - 校舎等建設工事着工。
  - 12月1日 - 東京都立多摩工業高校設置。初代校長任命。昭和高校内に仮事務所設置。
- 1963年
  - 3月31日 - 校舎落成。
  - 4月8日 - 第1回入学式挙行。
- 1994年 - 校舎改築工事着手。制服が黒の詰襟学生服（いわゆる「学ラン」）からキャメル色のブレザーに変更。
- 1997年 - 校舎改築工事竣工。
- 2023年4月1日 - 現校名に改称[2]。

## 交通
- JR青梅線・八高線・五日市線・西武拝島線拝島駅 徒歩10分

## 著名な出身者
- 森屋隆（参議院議員）
- 稲川淳二（タレント、工業デザイナー）
- 時田優（俳優）